# 비란
비란(스페인어: Birán)은 쿠바 올긴 주에 위치한 도시이다. 피델 카스트로와 라울 카스트로 형제의 출생지이기도 하다.

## 역사
1976년 지방자치단체 개혁 전까지 이 마을은 인근 마야리 지방자치단체의 일부였다.
비란의 한 농장은 전 쿠바 혁명 지도자 라몬 카스트로 루즈(Ramon Castro Ruz), 피델 카스트로(Fidel Castro), 라울 카스트로(Raúl Castro) 및 그들의 여동생 후아니타 카스트로(Juanita Castro)가 태어난 곳이다.

## 지리
마야리에서 남서쪽으로 30km(19마일), 쿠에토에서 남쪽으로 9km(5.6마일) 떨어진 니페 산맥(Sierra de Nipe) 기슭에 위치해 있다.